# 1994
1994 (MCMXCIV) je bilo navadno leto, ki se je po gregorijanskem koledarju začelo na soboto. Organizacija združenih narodov je 1994 proglasila za Mednarodno leto družine ter Mednarodno leto športa in olimpijskih idealov.

## Dogodki
- 1. januar – 
  - v veljavo stopi severnoameriški prostotrgovinski sporazum (NAFTA), s katerim je ustvarjena največja brezcarinska cona na svetu (glede na BDP).
  - Zapatistična nacionalna osvobodilna vojska razglasi vojno z Mehiko v odziv na sporazum NAFTA, ki ukinja zgodovinske pravice mehiških staroselcev.
- 6. januar – napadalec povezan s tekmico Tonyo Harding razbije koleno ameriški umetnostni drsalki Nancy Kerrigan.
- 11. januar – zveza NATO zažene program Partnerstvo za mir za krepitev zaupanja med državami članicami in republikami nekdanje Sovjetske zveze.
- 14. januar – ameriški predsednik Bill Clinton in ruski predsednik Boris Jelcin v kremlju podpišeta dogovor o prenehanju merjenja s programiranimi balističnimi raketami na cilje v drugih državah.
- 6. februar – srbska granata ubije 68 civilistov na Markalah v Sarajevu.
- 12. – 27. februar – v Lillehammerju na Norveškem potekajo 17. zimske olimpijske igre; pričetek prakse da so zimske in poletne igre zamaknjene za dve leti.
- 28. februar – vojna v Bosni in Hercegovini: letala zveze NATO sestrelijo štiri srbska letala J-21 Jastreb, ki so kršila zaporo zračnega prostora nad BiH; prva vojaška akcija v zgodovini zveze.
- 3. marec – mirovne sile Združenih narodov zapustijo Somalijo.
- 14. marec – podjetje Apple Inc. prične s prodajo računalnikov Macintosh z novimi procesorji PowerPC.
- 18. marec – s podpisom Washingtonskega sporazuma je ustanovljena Federacija Bosne in Hercegovine.
- 27. marec – 
  - desnosredinska koalicija medijskega mogotca Silvia Berlusconija zmaga na splošnih volitvah v Italiji.
  - krstni polet prototipa evropskega reaktivnega lovca Eurofighter Typhoon.
- 7. april – Hutujci v Ruandi pričnejo izvajati genocid nad Tutsiji, v katerem do srede julija umre več kot pol milijona ljudi.
- 27. april – prve prave večetnične splošne volitve v Južni Afriki dokončno zaključijo obdobje apartheida v državi; na njih zmaga Afriški narodni kongres pod vodstvom Nelsona Mandele.
- 1. maj – na dirki za veliko nagrado San Marina se smrtno ponesreči brazilski dirkač in trikratni svetovni prvak Ayrton Senna.
- 6. maj – na slovesnosti v Calaisu je uradno odprt predor pod Rokavskim prelivom.
- 10. maj – Nelson Mandela zapriseže kot prvi temnopolti predsednik Južne Afrike.
- 27. – 28. junij – člani sekte Aum Šinrikjo izvedejo prvi napad s sarinom v mestu Macumoto na Japonskem.
- 15. – 21. julij – 21 velikih kosov kometa Shoemaker-Levy 9 pade na Jupiter.
- 17. julij – svetovno prvenstvo v nogometu se konča z zmago brazilske reprezentance.
- 25. julij – Izrael in Jordanija podpišeta sporazum, s katerim uredita ozemeljske spore in končata vojno stanje, ki je uradno trajalo od leta 1948.
- 31. avgust – Začasna Irska republikanska armada razglasi trajno prekinitev vojaških aktivnosti (v veljavi do leta 1996).
- 10. september – David Noble odkrije živi fosil – drevo Wollemia nobilis v parku Wollemi, le 150 km od Sydneya. Kasneje s primerjavo listov drevesa s podobnimi fosili ocenijo starost vrste na približno 150 milijonov let.
- 19. september – ameriške sile pričnejo z vojaško operacijo na Haitiju da bi vrnile na oblast strmoglavljenega predsednika Jeana-Bertranda Aristideja.
- 27. september – Slovenija postane partnerica Splošnega sporazuma o carinah in trgovini (GATT), predhodnika Svetovne trgovinske organizacije.
- 28. september – v Baltskem morju se potopi trajekt MS Estonia, pri čemer umre 852 potnikov in članov posadke.
- 1. oktober – Palau postane neodvisna država.
- 5. oktober – UNESCO prvič obeležuje svetovni dan učiteljev.
- 12. oktober – NASA izgubi radijsko povezavo s sondo Magellan med spustom v Venerino atmosfero, s čimer se konča štiriletna misija kartiranja planeta.
- 13. november – Michael Schumacher v kontroverznih okoliščinah na dirki za veliko nagrado Avstralije osvoji svoj prvi naslov prvaka v Formuli 1.
- 28. november – norveški volivci na referendumu zavrnejo pridružitev Evropski uniji.
- 11. december – ruske sile pričnejo prodirati proti čečenski prestolnici Grozni; začetek prve čečenske vojne.
- 15. december – izide prva različica spletnega brskalnika Netscape Navigator.

## Rojstva
- 23. februar – Dakota Fanning, ameriška igralka
- 1. marec – Justin Bieber, kanadski pevec
- 28. junij – Husein bin Abdulah, jordanski prestolonaslednik
- 30. junij – Leon Firšt, slovenski skladatelj in pianist
- 6. julij – Milly in Becky Rosso, ameriški filmski igralki
- 27. september – Luka Horjak, slovenski jezikoslovec
- 8. november – Špela Rogelj, slovenska smučarska skakalka

## Smrti
- 25. januar – Stephen Cole Kleene, ameriški matematik, častnik in logik (* 1909)
- 27. januar – Boris Aleksandrovič Voroncov-Veljaminov, ruski astronom in astrofizik (* 1904)
- 30. januar – Pierre Boulle, francoski pisatelj (* 1912)
- 9. februar – Howard Martin Temin, ameriški genetik, nobelovec (* 1934)
- 11. februar – Paul Karl Feyerabend, avstrijsko-ameriški filozof (* 1924)
- 6. marec – Melina Merkouri, grška igralka in političarka (* 1920)
- 9. marec – Charles Bukowski, ameriški pisatelj in pesnik (* 1920)
- 28. marec – Eugène Ionesco, romunsko-francoski dramatik (* 1909)
- 1. april – Robert Doisneau, francoski fotograf (* 1912)
- 5. april – Kurt Cobain, ameriški glasbenik (* 1967)
- 17. april – Roger Wolcott Sperry, ameriški nevrofiziolog, nobelovec (* 1913)
- 22. april – Richard Nixon, ameriški politik (* 1913)
- 1. maj – Ayrton Senna da Silva, brazilski dirkač Formule 1 (* 1960)
- 19. maj – Jacqueline Kennedy Onassis, prva dama ZDA (* 1929)
- 29. maj – Erich Honecker, nemški politik (* 1912)
- 9. junij – Jan Tinbergen, nizozemski ekonomist, nobelovec (* 1903)
- 14. junij:
  - Henry Mancini, ameriški skladatelj (* 1924)
  - Ivan Štalec, slovenski matematik (* 1910)
- 21. junij – William Wilson Morgan, ameriški astronom (* 1906)
- 8. julij – Kim Il-sung, severnokorejski politik (* 1912)
- 11. julij – Gary Kildall, ameriški računalnikar (* 1942)
- 14. julij – Ferdo Godina, slovenski pisatelj in partizan (* 1912)
- 16. julij – Julian Seymour Schwinger, ameriški fizik in matematik, nobelovec (* 1918)
- 29. julij – Dorothy Crowfoot Hodgkin, angleška kemičarka, nobelovka (* 1910)
- 6. avgust – Domenico Modugno, italijanski pevec in politik (* 1928)
- 14. avgust – Elias Canetti, bolgarski pisatelj, nobelovec (* 1905)
- 18. avgust – Richard Laurence Millington Synge, britanski biokemik, nobelovec (* 1914)
- 19. avgust:
  - Linus Carl Pauling, ameriški kemik, nobelovec (* 1901)
  - Ladislav Fuks, češki pisatelj (* 1923)
- 17. september – Karl Popper, avstrijsko-britanski filozof (* 1902)
- 30. september – André Michel Lwoff, francoski mikrobiolog, nobelovec (* 1902)
- 7. oktober – Niels Kaj Jerne, danski imunolog, nobelovec (* 1911)
- 20. oktober:
  - Burt Lancaster, ameriški igralec (* 1913)
  - Sergej Bondarčuk, ruski igralec, scenarist in režiser (* 1920)
- 8. december – Antonio Carlos Jobim, brazilski glasbenik in skladatelj (* 1929)

## Nobelove nagrade
- Fizika – Bertram N. Brockhouse, Clifford Glenwood Shull
- Kemija – George Andrew Olah
- Fiziologija ali medicina – Alfred G. Gilman, Martin Rodbell
- Književnost – Kenzaburo Oe
- Mir – Jaser Arafat, Šimon Peres, Jicak Rabin
- Ekonomija – Reinhard Selten, John Forbes Nash, John Harsanyi